# Saint-Pierre-de-Mailloc
Saint-Pierre-de-Mailloc ist eine ehemalige französische Gemeinde mit 512 Einwohnern (Stand: 1. Januar 2013), den Petro-Maillochins, im Département Calvados in der Region Normandie.
Am 1. Januar 2016 wurde Saint-Pierre-de-Mailloc im Zuge einer Gebietsreform zusammen mit vier benachbarten Gemeinden als Ortsteil in die neue Gemeinde Valorbiquet eingegliedert.

## Geografie
Saint-Pierre-de-Mailloc liegt im Pays d’Auge. Rund elf Kilometer nordwestlich des Ortes befindet sich Lisieux. Das östlich gelegene Bernay ist gut 23 Kilometer entfernt. Die ostseitig von Saint-Pierre-de-Mailloc fließende Orbiquet bildet dessen Nordostgrenze.

## Bevölkerungsentwicklung
| Jahr                             | 1793 | 1836 | 1876 | 1926 | 1946 | 1975 | 1990 | 2013 |
| Einwohner                        | 802  | 726  | 569  | 288  | 317  | 282  | 408  | 512  |
| Quelle: Cassini, EHESS und INSEE |      |      |      |      |      |      |      |      |

## Sehenswürdigkeiten

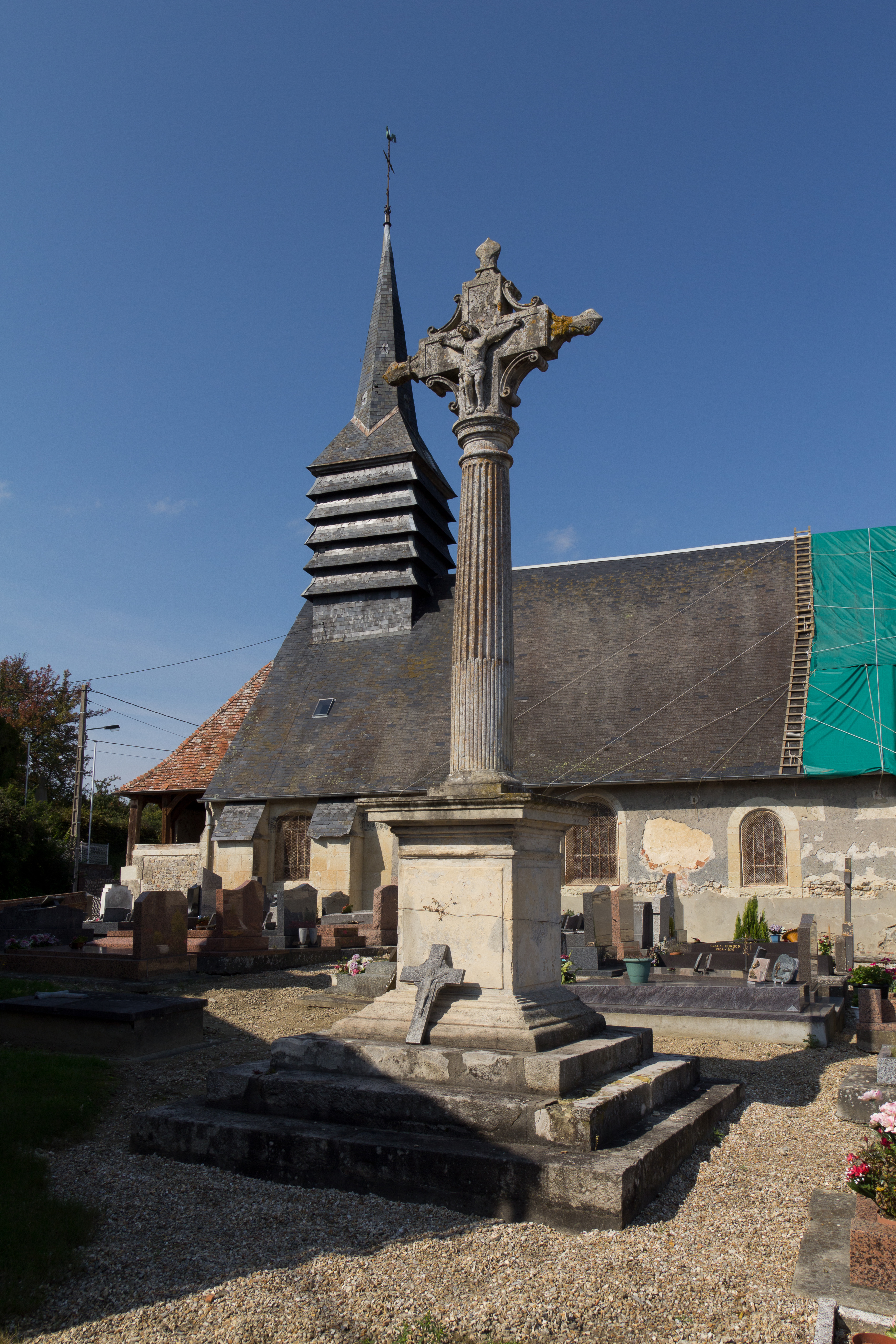
Das Kreuz auf dem Friedhof

- Kirche Saint-Pierre aus dem 12. Jahrhundert; ein sich auf dem angrenzenden Friedhof befindliches steinernes Kreuz von 1788 ist seit 1975 als Monument historique klassifiziert[3]